# Китайці Індонезії
Кита́йці Індоне́зії (індонез. Orang Tionghoa-Indonesia) — індонезійці, чиї предки в різний час прибули до країни з Китаю, переважно з двох його південних провінцій — Фуцзянь та Гуандун. Це найбільша за чисельністю група некорінного населення Індонезії.
Визначити етнічних китайців в Індонезії непросто. За фізичними ознаками, мовою, іменами та способом життя вони в більшості випадків не відрізняються від корінного населення. Більшість їх втратила зв'язки з Китаєм, уважає себе індонезійцями, а Індонезією — своєю батьківщиною, більшість індонезійських китайців втратила й рідні китайські діалекти. Ще однією особливістю китайців Індонезії є те, що в плані акультурації та ототожнення з індонезійським суспільством вони утворюють своєрідний континуум, на одному кінці якого перебувають люди, орієнтовані на китайську культуру, на іншому — люди, які повністю й виключно ідентифікують себе як індонезійці.
Китайцям належить особливе місце серед груп некорінного населення Індонезії, як за чисельністю, так і за роллю в житті країни. Становлячи лише від 1,5 % до 5 % населення країни, вони є вельми впливовою частиною індонезійського суспільства, особливо в економічній, соціальній та культурній галузях.
Незважаючи на неоднорідність китайської спільноти, індонезійці сприймають її як однорідну групу, що має іноземне походження.

## Розселення і чисельність
Оскільки нелегко визначити, хто такі етнічні китайці в Індонезії, важко оцінити й їхню чисельність. Перепис 1930 року, проведений урядом Нідерландської Ост-Індії, зафіксував 1,23 мільйона етнічних китайців, що проживали на території країни, згодом названої Індонезією, вони становили 2,03 % всього населення. Надалі до 2000 року переписи населення із даними про етнічну належність в Індонезії не проводились. Є лише оцінні дані за період між 1930 і 2000 роками. В 1961 році чисельність китайців оцінювалась у 2,3—2,6 млн осіб (2,4—2,7 % населення Індонезії, Skinner, 1963). На початку 1970 року кількість етнічних китайців в Індонезії становила приблизно 3,6 млн осіб (2,8 % всього населення, Suryadinata, 1978). Існує також оцінка чисельності етнічних китайців у 1973 році в 5 млн осіб (Adam Malik, 1973). Ще дві оцінки датуються 2003 роком, вони наводять чисельність китайців в Індонезії 6,9 млн (3,0 % загальної чисельності населення, Turner, 2003) і 7,7 млн (3,5 % населення, Jacobsen, 2003). Китайська агенція новин Сіньхуа 2007 року повідомляла, що етнічні китайці в Індонезії становлять приблизно 5,0 % населення або понад 10 млн осіб.
Китайці в Індонезії в різний час зазнавали політичного тиску. Багато індонезійських китайців вбито під час антикомуністичної чистки 1966 року. Згодом китайські індонезійці опинилися під несприятливим політичним і соціальним тиском у добу «Нового порядку» (1967-98) уряду Сухарто. В країні проводилась політика Bhinneka Tunggal Ika, «єдність у різноманітності», було навіть політичним табу створювати статистичні дані про етнічний склад населення Індонезії. За таких умов китайці Індонезії не бажали публічно повідомляти про свою національність.
Уперше за часи незалежної Індонезії офіційні дані про етнічний склад населення країни були отримані в результаті проведення перепису населення 2000 року. Під час його проведення використовувалось поняття самоідентифікації: респондент класифікувався як китаєць, якщо він сам назвав себе китайцем. Загальна чисельність китайців в Індонезії за переписом населення 2000 року становила 1 738 936 осіб (0,86 % населення, 15 місце). До цього числа, зрозуміло, не потрапили китайці, які все ще не бажали або боялись публічно визнавати свою справжню етнічну належність. З огляду на цей фактор доля китайців у населенні Індонезії оцінювалась приблизно в 1,50 %; серед них лише 93 717 осіб (0,05 %) були іноземцями, решта — це громадяни Індонезії.
Чисельність китайців за даними перепису населення Індонезії 2010 року, становила 2 832 510 осіб (1,2 % населення країни, 18 місце), серед них 1 425 236 чоловіків і 1 407 274 жінки. Розподіл за районами проживання: 2 643 134 особи жило в містах (93,31 %) і лише 189 376 у селах (6,69 %).
Незалежно від точності даних та оцінок, існує загальна тенденція до зменшення долі китайців у населенні Індонезії. Серед можливих причин такого процесу: низький рівень народжуваності порівняно з іншими етнічними групами країни; значний відтік індонезійських китайців до інших країн на навчання, роботу чи з метою об'єднання членів родин, що живуть у різних країнах; зростання кількості «китайських» індонезійців, які більше не почуваються китайцями; похибки статистичних даних.
Найбільші громади китайців Індонезії за провінціями, за даними переписів населення 2000 і 2010 рр.:
| Провінція           | 2000              | 2000                          | 2010              | 2010                          |
| Провінція           | Чисельність, осіб | Доля в населенні провінції, % | Чисельність, осіб | Доля в населенні провінції, % |
| ------------------- | ----------------- | ----------------------------- | ----------------- | ----------------------------- |
| Джакарта            | 460 002           | 5,53                          | 632 372           | 6,62                          |
| Західний Калімантан | 352 937           | 9,46                          | 358 451           | 8,17                          |
| Північна Суматра    | дані відсутні     | дані відсутні                 | 340 320           | 2,63                          |
| Західна Ява         | 163 255           | 0,46                          | 254 920           | 0,59                          |
| Східна Ява          | 190 968           | 0,55                          | 244 393           | 0,66                          |
| Бантен              | 90 053            | 1,11                          | 183 689           | 1,73                          |
| Центральна Ява      | 165 531           | 0,54                          | 139 878           | 0,43                          |
| Острови Ріау        | 176 853           | 3,72                          | 128 704           | 7,70                          |
| Ріау                | 176 853           | 3,72                          | 101 864           | 1,85                          |
| Банка-Белітунг      | 103 736           | 11,54                         | 99 624            | 8,17                          |

Найвищою є доля китайців у населенні Джакарти, Західного Калімантану, островів Ріау та Банка-Белітунг. 2000 року майже половина (45,92 %) всіх індонезійських китайців жила на острові Ява, найбільше в Джакарті, столиці країни. Але, за виключенням Джакарти, їхня доля в населенні цих густонаселених провінцій була незначною, вони є тут невеликою етнічною меншиною. За межами Яви найбільше індонезійських китайців живе в провінції Західний Калімантан, до того ж вони складають тут помітну частку населення. Північна Суматра є ще однією провінцією з великою кількістю індонезійських китайців, їх тут майже стільки, як і в Західному Калімантані, однак їхня доля в населенні провінції є значно меншою. Більшість китайців Північної Суматри живе в місті Медан. Загалом на Суматрі китайці розселені переважно на східному узбережжі, а на Калімантані — в західній частині острова.

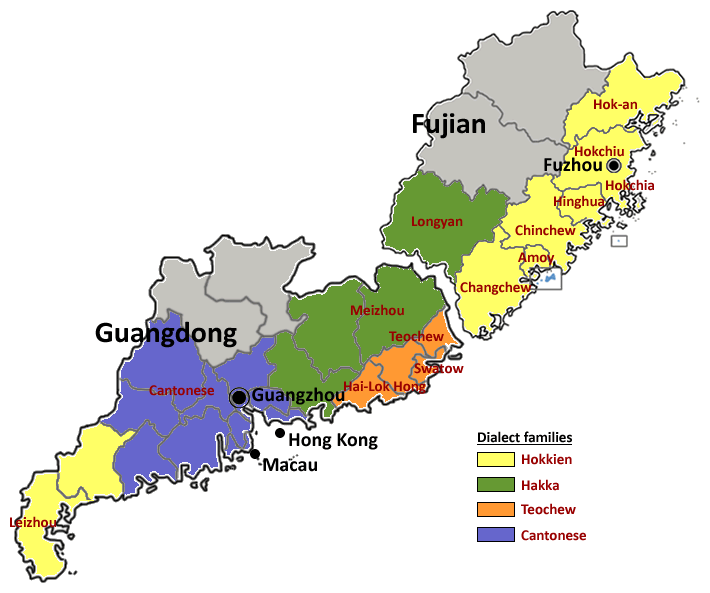
Регіони південного Китаю, звідки походять індонезійські китайці.

Історично склалося так, що індонезійські китайці були вихідцями переважно з двох провінцій Південно-Східного Китаю — Фуцзянь та Гуандун, вони поділялися на 4 етнічні групи: хокло, чаошаньці, хакка та кантонці. Кожна з цих груп селилася в певних районах Індонезії. Цей розподіл відчувається й досі. Хокло (Hoklo, Hokkien) традиційно домінували в економіці Східної Індонезії, Центральної та Східної Яви, а також в західних прибережних районах Суматри. Чаошаньці (Teochew, Teochiu, Hokchew, Hockchia) концентрувалися в східних прибережних районах Суматри, включаючи архіпелаг Ріау; також вони селилися на Калімантані. Хакка (Hakka) зосереджені на Калімантані та зовнішніх островах. Кантонці селилися в місті Батавія (нині Джакарта) на острові Ява й вели там свою бізнесову діяльність.

## Мова
Традиційно китайці Індонезії поділялися на чотири основні лінгвістичні групи: хокло (південноміньська мова), чаошаньці (південноміньська мова), хакка (хаккаська мова) і кантонці (кантонська мова). Всі ці діалекти китайської мови сильно відрізняються між собою, їхні носії не розуміють один одного. Звичайною мовою спілкування між китайцями з різних регіонів є індонезійська. Діалекти індонезійських китайців зазнали сильного впливу (особливо в лексиці) з боку індонезійської та інших місцевих мов.
Сьогодні більшість індонезійських китайців втратила рідні діалекти й користується індонезійською, багато хто володіє також різними місцевими мовами, наприклад, яванською або сунданською. Часто також спілкуються перанаканською (англ. Peranakan Malay, китайською малайською, англ. Chinese Malay, індонез. Bahasa Melayu Tionghoa) мовою.
Стандартна китайська мова використовується в китайських школах, нею видаються китайські газети.
Багато індонезійських китайців володіє також англійською мовою.

## Релігія
Ще на початку ХХ ст. для китайців Індонезії був характерний релігійний синкретизм, в якому буддійська релігія добре співіснувала з напівбогами китайського фольклору та культом предків. Складовими китайського синкретизму були також даосизм (своєрідна народна віра, форма політеїзму) та конфуціанство (давня філософія китайських політичних еліт). Під час Синьхайської революції в 1911 році в Китаї була спроба офіційно зробити конфуціанство державною релігією, але вона провалилася. Тим не менше ідея про те, що конфуціанське вчення є квінтесенцією китайського народу поширилась і в Індонезії. Незабаром після проголошення незалежності країни етнічні китайці були поділені за релігією на послідовників буддизму та конфуціанства, між якими встановилася глибока взаємна недовіра.
В незалежній Індонезії був складений перелік офіційних релігій, що включає іслам, християнство (протестантизм), католицизм, індуїзм, буддизм та конфуціанство. Передбачається, що кожен громадянин країни повинен чітко заявити про свою належність до певної санкціонованої державою релігійної групи. Атеїзм в Індонезії розглядається як синонім комуністичного вчення й не вітається державою. Тому індонезійські китайці мали зробити свій вибір. Релігійний склад китайських індонезійців, розрахований за вихідними даними перепису населення Індонезії 2000 року, був таким: буддисти 53,82 %, християни (протестанти або католики) 35,09 %, мусульмани 5,41 %, індуїсти 1,77 %, інші 3,91 %.

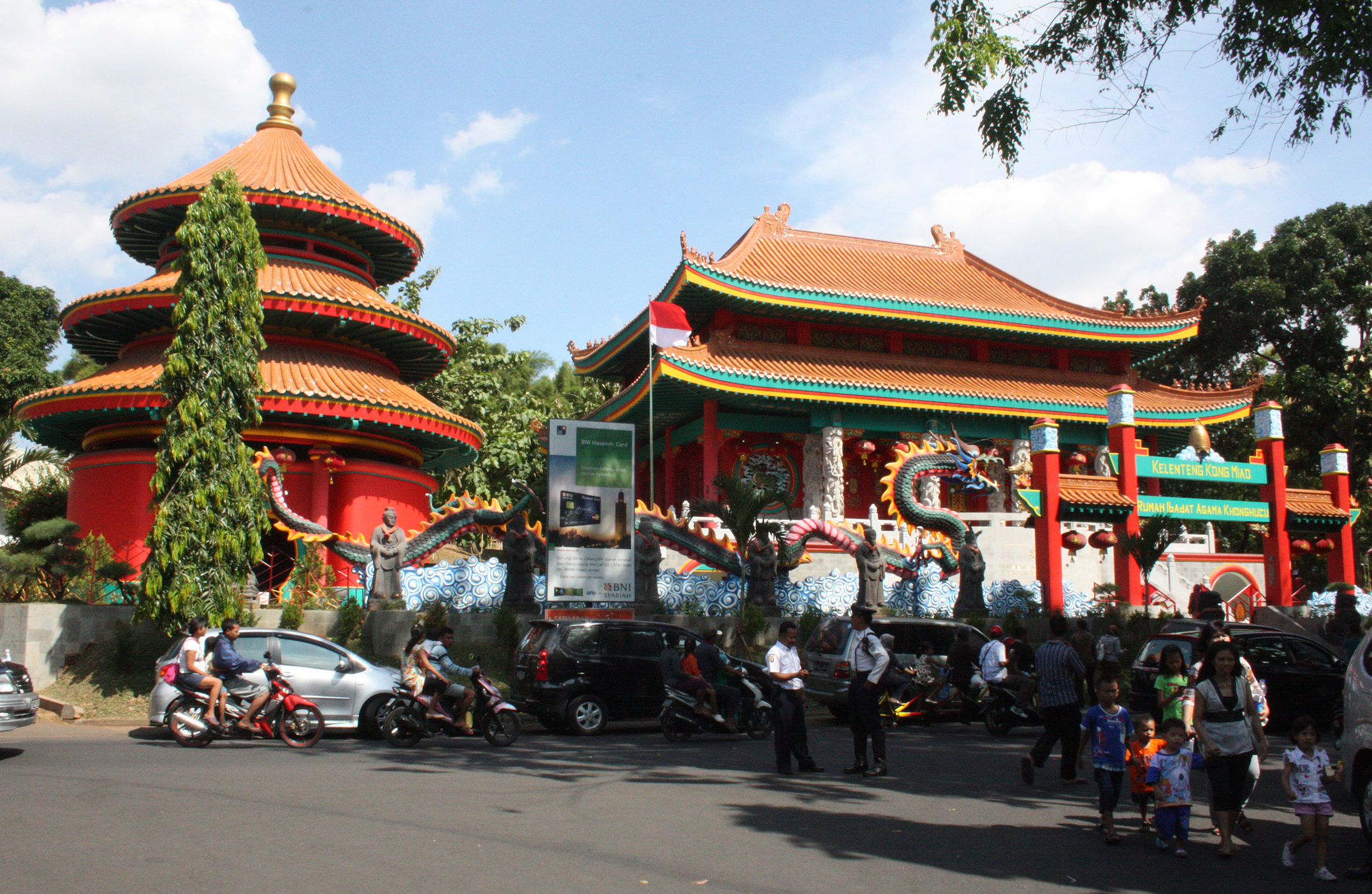
Конфуціанський храм у Джакарті
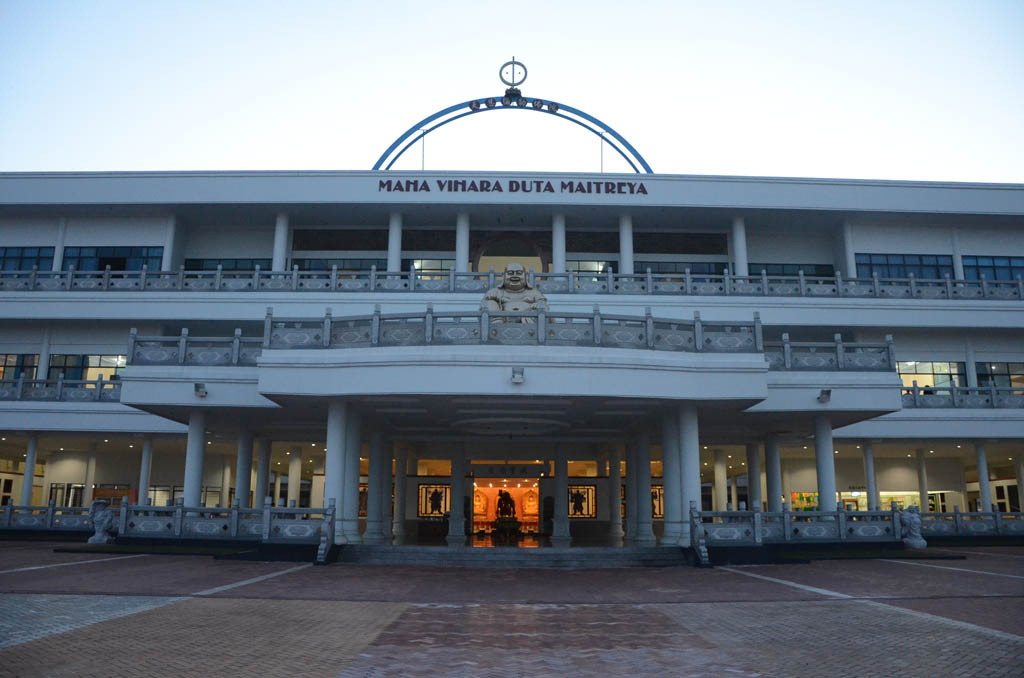
Сучасний буддійський храм на острові Батам
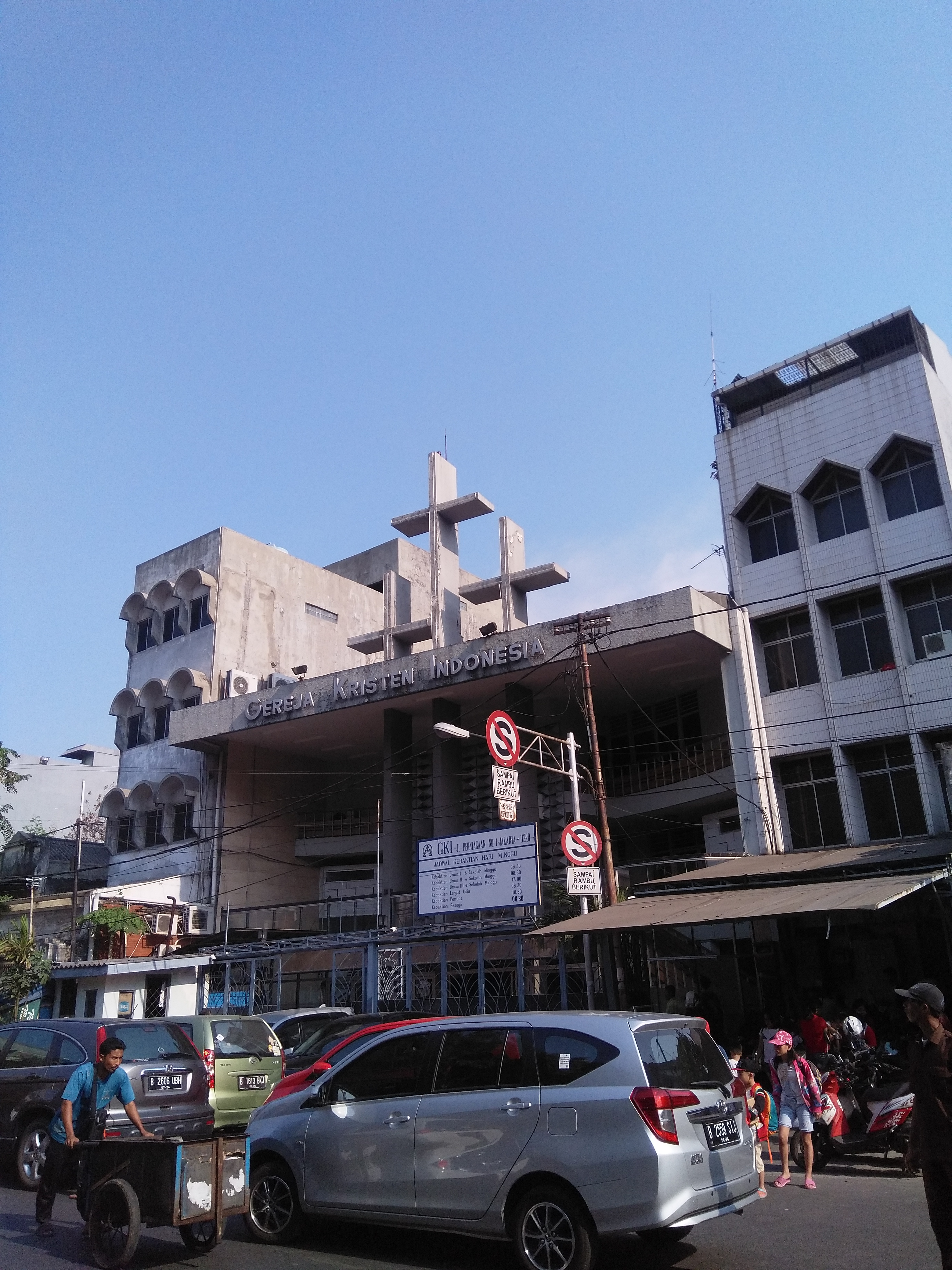
Будівля Індонезійської християнської церкви

Конфуціанська релігія (індонез. Agama Konghucu) має в Індонезії невизначений статус. 1978 року вона була виключена з переліку офіційних релігій, це рішення було скасоване лише 2000 року. Водночас із наступом на конфуціанство здійснювалась тиха заборона даосизму, китайські (даоські) храми-келетенги (індонез. Kelenteng) вимагали перетворити на буддійські вігари (індонез. Vihara) й прибрати з них статуї китайських легендарних напівбогів. Ці заходи мали більше етнічний, ніж релігійний характер і були складовою загального наступу на китайську культуру. Реабілітація конфуціанства сприяла тому, що Верховна рада конфуціанської релігії (індонез. Majelis Tinggi Agama Konghucu Indonesia, скорочено Matakin) стала однією з найвизначніших релігійних груп в Індонезії. Її лідери підтримують добрі стосунки з політичною елітою країни та лідерами інших конфесійних груп, особливо мусульманської. Проте чисельність офіційних прибічників конфуціанства лишається незначною, за даними перепису населення 2010 року вони становили лише 0,05 % населення країни. Найбільше їх проживало в провінціях Західний Калімантан та Банка-Белітунг.
Інша етнічна китайська релігія «китайський» буддизм користувалася більшою свободою. Рішення про фактичну заборону конфуціанства навіть сприяло зміцненню позицій китайського буддизму в Індонезії. Найбільше китайських (буддійських) храмів є в провінціях Північна Суматра, Джакарта, Лампунг, Східна Ява, Центральна Ява. Найбільшим серед них є храм Магавіра Грага-Пусат (індонез. Vihara Mahavira Graha Pusat, кит.: 大丛山西禅寺), розташований в китайському кварталі в північній частині Джакарти. За даними перепису населення 2010 року буддисти становили 0,72 % населення країни, найбільше їх проживало в Джакарті та провінціях Північна Суматра й Західний Калімантан. Етнічні китайські буддійські організації в сучасній Індонезії значною мірою перебувають під іноземними впливами, особливо буддійських організацій Тайваня. Підйом буддизму серед етнічних китайців в Індонезії був пов'язаний саме із зовнішньою підтримкою. 1983 року уряд Індонезії визнав Весак (індонез. Waisak), свято народження, просвітлення та смерті Будди, національним святом країни. Буддизм справді процвітає серед етнічних китайців в Індонезії. Також очевидним є той факт, що іноді він сприймається більше як культурний та етнічний, ніж релігійний фактор.
Серед етнічних китайців в Індонезії є й християнські громади. Голландські християнські місіонери, що прибули на Яву наприкінці ХІХ століття, досягли найбільших успіхів саме в китайському середовищі. Ще в колоніальну добу виникла Китайська християнська церква (індонез. Tiong Hoa Kie Tok Kauw), яка після отримання Індонезією незалежності в 1950-х роках змінила свою назву на Індонезійська християнська церква (індонез. Hwee Gereja Kristen Indonesia, GKI). Мовою цієї церкви за голландців була малайська, а в незалежній Індонезії стала індонезійська. Це сприяло приєднанню до церкви представників інших народів, вона стала менш етнічною. На відміну від інших християнських церков, GKI — це суто індонезійська конфесія, вона не орієнтована на Китай. Церква Ісуса Христа (індонез. Gereja Kristus Yesus, GKY) — це майже виключно китайська етнічна християнська церква, коріння якої сягає 1945 року. Вона більше використовує в службі китайську мову, але її мало хто знає й основною мовою церкви є все-таки індонезійська. Новітні християнські церкви, зокрема Індонезійська реформована євангельська церква (індонез. Gereja Reformed Injili Indonesia, GRII), заснована 1989 року, та Об'єднання китайських церков в Індонезії (індонез. Persekutuan Gereja-gereja Tionghoa di Indonesia, PGTI), — це виключно китайські християнські організації, що діють у містах зі значними китайськими громадами. Вони носять більш етнічний характер. Фінансуються індонезійськими та закордонними церквами, приватними особами, фондами й організаціями. Найбільше китайців (переважно буддистів) перейшло на християнство в Північній Суматрі. Євангелізацією китайців Суматри займаються християнські місіонери з Тайваню.

## Історія

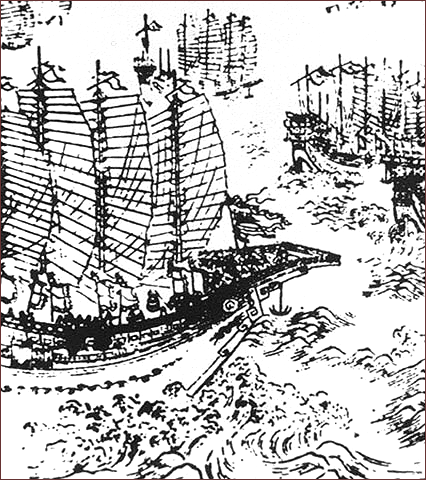
Корабель Чжен Хе

Китайські торговці та мореплавці відвідували острови Індонезійського архіпелагу тисячу й більше років тому. Китайські мігранти стали прибувати в регіон ще в XIII ст. Китайські мусульмани стали селитися тут у XV ст., що збігається із сімома плаваннями адмірала Чжен Хе (1405—1432). Однак до XIX ст. китайці на території сучасної Індонезії були нечисельними й не становили проблем для індонезійського населення, вони швидко асимілювалися до місцевих громад.

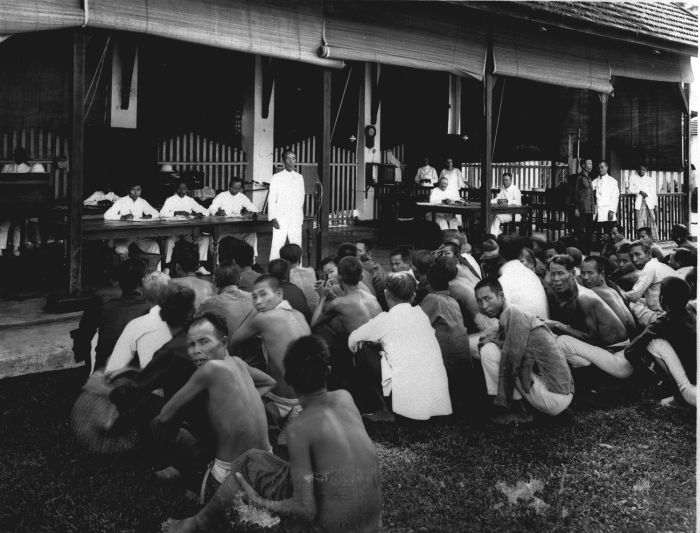
Китайські кулі в Медані (між 1920 і 1940 рр.)

Географічна близькість та кліматична подібність їхньої батьківщини до Індонезії полегшували імміграцію китайців, але головною причиною переселення було безземелля та зубожіння селян у Китаї. Особливо швидко китайське населення в Індонезії стало зростати із середини XIX ст., коли країна перебувала в складі Нідерландської Ост-Індії (1800—1949). Поряд із вільною імміграцією, отримало значне поширення вербування колоніальною голландською адміністрацією дешевої робочої сили (кулі) з приморських провінцій Китаю.
Китайська міграція відбувалася двома великими хвилями. Перша датується 1860—1890 рр. Тоді більшість китайців осіла на сході Яви, в Західній Суматрі та Західному Калімантані. Ця перша велика група китайських іммігрантів складалася майже виключно з чоловіків, які вкладали шлюби з місцевими жінками. Перші громади китайців Індонезії ввібрали багато місцевих звичаїв, обрядів та вірувань, але вони продовжували зберігати в побуті й багато елементів китайської культури.
Наступна значна хвиля китайських іммігрантів прибула наприкінці XIX — початку XX ст. В 20-і рр. XX ст. китайська імміграція досягла свого піку й становила в окремі роки до 40 тис. осіб. Більшість цих іммігрантів приїхали з півдня Китаю, а прибували вони для роботи на каучукові плантації Суматри, олов'яні копальні островів Банка, Белітунг та ін. Вони утворили чисто китайські поселення на Зовнішніх островах Індонезії. На відміну від попередньої хвилі, нові мігранти зберегли свої мови (в основному хокло, хакка та кантонську), релігію та звичаї. В деяких районах Індонезії, наприклад, в Західному Калімантані, й досі існують китайські села, організація яких відповідає селам південних провінцій Китаю. Жителі цих сіл не знають індонезійської мови й розмовляють китайськими діалектами.
У період світової економічної кризи 1930-х років китайська міграція різко скоротилася, а в 1950-і роки була заборонена. Кількість нових мігрантів стала незначною.
Голландці, встановивши своє колоніальне правління, поділили жителів Нідерландської Ост-Індії на три расові групи: європейці (в першу чергу голландці), східні іноземці (китайці, а також індійці та араби) та корінні народи. Європейці мали найвищий статус та найбільші права. Китайці стояли на щабель нижче за європейців, а корінні народи розташовувались на дні суспільної ієрархії, за винятком королівських родин, які мали такий самий статус, як і європейці. Ці різні расові групи також відігравали різну в роль економічному житті країни. Голландці займалися великим бізнесом, китайці — посередницькою торгівлею, а корінні жителі були землеробами та дрібними торговцями. Китайці часто сприймалися корінним населенням як «економічні істоти», політично ближчі до голландців, ніж до корінного населення. Політика сегрегації, запроваджена в колоніальну добу, та різні економічні можливості окремих категорій населення породжувала взаємну недовіру й ненависть між китайцями та корінними народами, що зберігається й дотепер.
Відмежованість китайців від інших расово-етнічних груп у колоніальній Індонезії була доконаним фактом життя. Однак і самі китайці були поділені принаймні на дві групи: перанакани (peranakan, буквально «уродженці») — люди з мішаною кров'ю, що народилися в Індонезії, та тотоки, або сінке (totok, singkeh, буквально «нові гості»), що народилися в Китаї. 1930 року приблизно 80 % китайців на Яві становили перанакани, на інших островах — приблизно стільки ж тотоки.
1910 року між урядом Китаю та колоніальною владою Нідерландської Ост-Індії було підписано угоду про подвійне громадянство для китайців, що живуть на архіпелазі. Підйом китайського націоналізму на початку XX ст. призвів до переорієнтації китайців з Індонезії на Китай. Були створені сучасні китайські школи, й багато дітей етнічних китайців почали вивчати китайську мову та китайську культуру. На території Нідерландської Ост-Індії виник загальнокитайський рух Tiong Hoa Hwee Koan (THHK), голландська влада намагалася придушити цей «закордонний китайський націоналізм».
Під японською окупацією Індонезії (1942-45) нові правителі закрили голландські школи, китайські діти мали навчатися лише в окремих китайських школах, де вивчали японську та китайську мови. Таким чином, діти перанаканів були піддані процесу «рекитаїзації». Деякі з індонезійських китайців були завербовані японцями як шпигуни, що погіршило імідж всієї етнічної групи в очах індонезійців, їх звинувачували у співпраці з японцями.
У серпні 1945 р. Японія капітулювала. Голландці повернулися, маючи намір відновити своє колоніальне правління на всій території Нідерландської Ост-Індії. Однак індонезійські націоналісти відмовилися прийняти голландців і піднялися на боротьбу за незалежність. Китайці під час Індонезійської революції 1945—1950 рр. опинилися між двох вогнів. Вони були розділені на дві політичні групи: Chung Hwa Hui (CHH) підтримувала колоніальний уряд Нідерландів, а Partai Tionghoa Indonesia (PTI) підтримувала індонезійський рух за незалежність. Деякі їхні видатні діячі боролися за незалежність Індонезії, однак цей факт ігнорується індонезійським суспільством та істориками. Голландська влада цілеспрямовано створювала враження, що всі китайці стоять на їхньому боці й виступають проти незалежності Індонезії. Спалахнула серія антикитайських інцидентів.
Після здобуття Індонезією незалежності нова держава успадкувала колоніальну політику та закони Нідерландів про поділ населення на корінні та не корінні групи. За Конституцією країни корінне населення (індонез. Indonesia asli або pribumi) має більше прав, ніж некорінне. Китайці в новій країні розглядалися як частина некорінного населення.

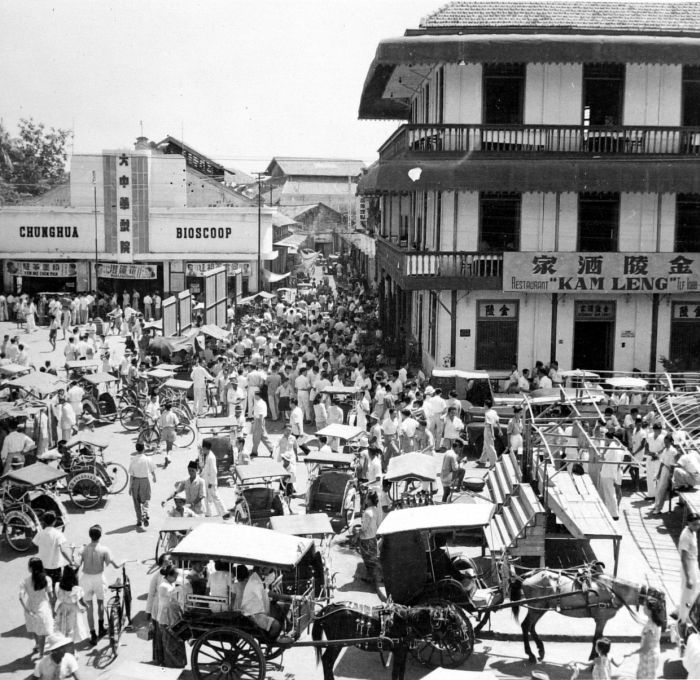
Китайський район Глодок у Джакарті (1953)

Китайська імміграція, раніше вельми значна, з утворенням 1949 року КНР припинилася. 1955 року уряди КНР та Республіки Індонезія домовились про ліквідацію подвійного громадянства. Близько 1 млн індонезійських китайців з таким статусом мали зробити свій вибір, 65 % за офіційними даними (70-90 % за китайськими джерелами) обрали громадянство Індонезії, решта стала громадянами КНР, Сінгапуру тощо. Китайці-перанакани зазвичай обирали індонезійське громадянство. Китайці-тотоки за своєю орієнтацією поділилися на тих, хто підтримував комуністичний Китай, та тих, хто підтримував гоміньданівський Тайвань; перші вибирали громадянство КНР, другі зазвичай ставали особами без громадянства. Частина китайців після скасування подвійного громадянства виїхала з Індонезії.
Якщо в колоніальну добу етнічні китайці були неоднорідною групою, то після того, як Індонезія стала незалежною, всі вони отримали однаковий культурний та економічний статус. Намагаючись обмежити китайське домінування в економічній сфері, уряд заборонив індонезійським китайцям займатися експортно-імпортним бізнесом, роздрібною торгівлею в сільській місцевості. Однак, не зважаючи на ці заходи, їхня економічна сила стала навіть більшою. Китайське населення в Індонезії майже ніколи не займало посад службовців, вчителів, лікарів, обслуговуючого персоналу, воно завжди було орієнтоване на створення та розвиток власного бізнесу. Китайська меншість контролювала понад 70 % національних багатств країни. Китайські бізнесові структури мали значний вплив на прийняття політичних рішень, створили цілі транснаціональні компанії.
Китайські земляцтва утримували китайські школи, видавали китайські газети тощо. Китайські іммігранти створили в Джакарті університет «Республіка». Індонезійські китайські земляцтва та громади підтримували зв'язки з Комітетом у справах китайських емігрантів у КНР. В умовах «холодної війни» між західним та комуністичним таборами китайських індонезійців часто сприймали й звинувачували у тому, що вони були «п'ятою колоною» комуністичного Китаю. Етнічних китайців вважали вірними Пекіну, а не Джакарті.
Домінування китайців в економіці країни викликало неприязнь з боку корінного населення Індонезії. Багато політичних лідерів країни заздрили економічному статусу етнічних китайців, більшість населення Індонезії вважала, що китайці непропорційно заможні. Після придушення 1965 року прокомуністичного «Руху 30 вересня» в країні розгорнулася кампанія, спрямована на витіснення китайського капіталу з економічного, політичного й культурного життя країни. У в 1965-67 роках Індонезією прокотилася хвиля антикитайських заворушень. Тисячі етнічних китайців були вбиті або зазнали серйозних матеріальних збитків під час китайських погромів. 1965 року було заборонене святкування китайського місячного Нового року (місцева назва імлек).
1966 року новим лідером Індонезії став генерал Сухарто, він керував країною протягом 1966—1998 рр. Цей період, відомий в історії Індонезії під назвою «Новий порядок», мав сильний вплив на китайців в Індонезії. Сухарто прийшов до влади в розпал холодної війни, й боротьба проти комуністичної загрози була піднята в ранг державної політики. Китай вважався країною-загрозою, яка поширює комуністичний вплив у регіоні. Режим «Нового порядку» систематично й послідовно здійснював дискримінаційну політику стосовно китайців Індонезії, багато в чому через їхню прихильність до комунізму — ідеології, забороненої в країні.
В етнічних китайцях бачили «іноземну меншину», яка повинна була стати частиною корінного населення шляхом тотальної асиміляції. Китайські школи та засоби масової інформації були закриті, а етнічні китайські організації — розпущені. Крім того, індонезійським китайцям рекомендували змінити свої імена на індонезійські. Обмежувалось відвідування даоських храмів, конфуціанство більше не визнавалося офіційною релігією, заборонялися китайські свята. Водночас за часи режиму Сухарто в умовах жорсткого контролю з боку влади антикитайське насильство було відносно рідкісним явищем. Та й самі етнічні китайці після заворушень і зіткнень минулих років зрозуміли, що необхідно кардинально змінити форму відносин з корінним населенням. Китайські бізнесмени тепер намагалися встановити дружні стосунки з пересічними індонезійцями.
Уряд Сухарто свідомо обмежив китайців економічним сектором. Це було пов'язано з його загальною стратегією сприяння економічному зростанню та розвитку Індонезії, а індонезійських китайців вважали корисними в економічній сфері. У такій ситуації спостерігалося спонтанне виникнення китайської економічної влади. Водночас, користуючись економічною свободою, індонезійські китайці піддавалися політичній дискримінації. Були заборонені китайські політичні партії. Індонезійські китайці мусили мати свідоцтво про громадянство (індонез. Surat Bukti Kewarganegaraan Republik Indonesia, SBKRI), фактичний засіб державної сегрегації або расової дискримінації, що застосовувався проти них. Жодна інша етнічна група не повинна мати такий документ як юридичне підтвердження громадянства.
За Сухарто китайський бізнес перебував у повній залежності від волі уряду, почувався вразливим й охоче обмінював значні кошти на лояльність чиновників. Багато китайців ставали «друзями влади», щоб розбудовувати свій бізнес. Деякі з них навіть належали до друзів самого президента. Ця жменька надбагатих людей спровокувала обурення в суспільстві та вороже ставлення до всіх етнічних китайців. Для пересічного індонезійця китайці були srigala ekonomi («економічними вовками») та злочинцями. Економічна криза 1997 року викликала невдоволення населення країни. Уряд став звинувачувати в усіх негараздах китайських бізнесменів. В умовах шаленого тиску китайський бізнес змушений був покинути Індонезію, що ще більше погіршило ситуацію й призвело до масових заворушень та зміни влади в країні.

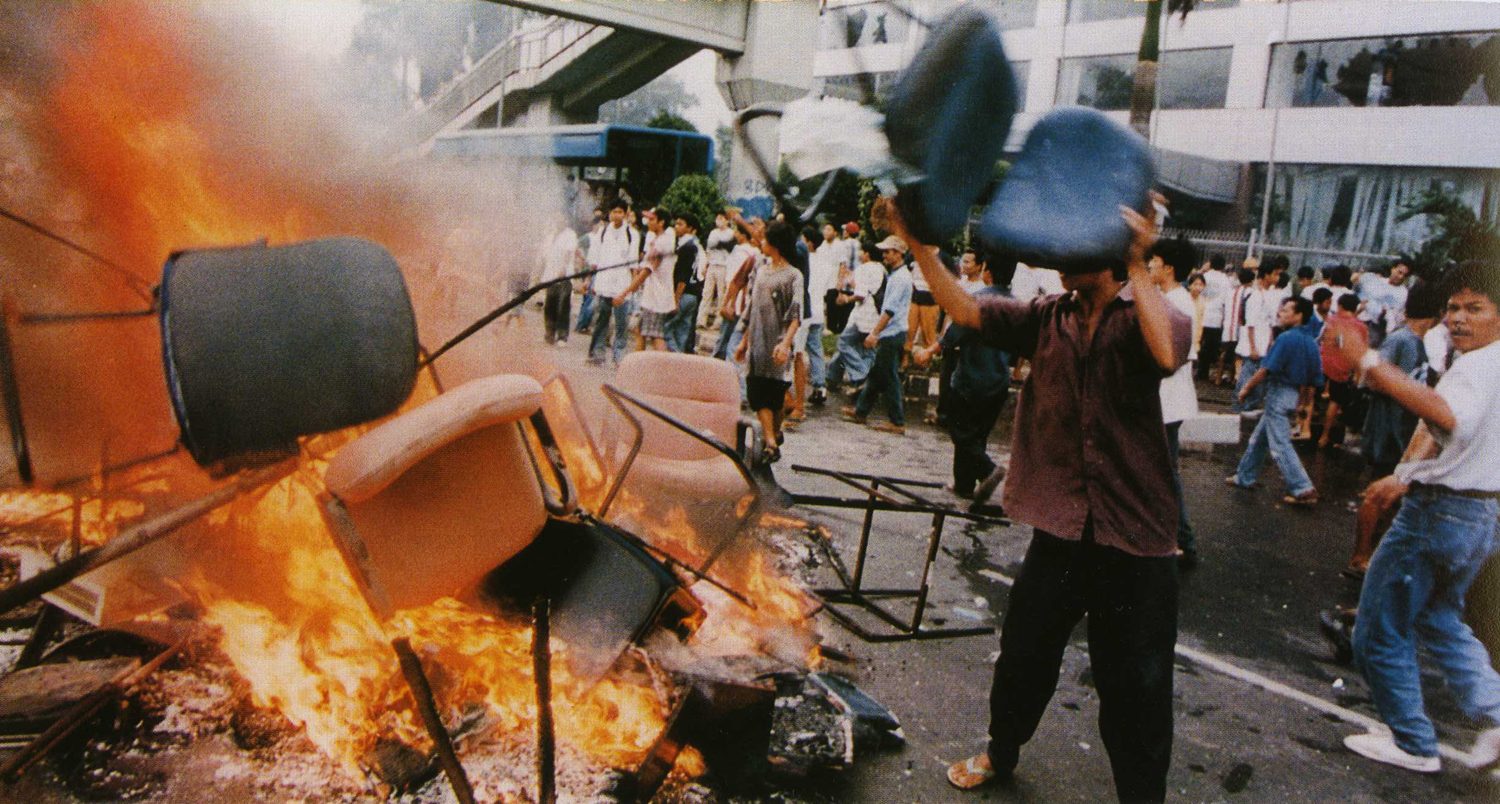
Погроми на вулицях Джакарти (травень 1998).

Антикитайські акції мали місце в Джакарті, Соло та інших великих містах Індонезії від Медана до Макасара. Натовп грабував і спалював магазини, знищував майно, що належало індонезійським китайцям, а також католицькі та протестантські церкви та інші культові споруди, поліцейські відділки та інші урядові будівлі; мало також місце систематичне зґвалтування китайських жінок. Понад 10 тис. осіб було вбито, хоча й не всі вони були китайцями. Пік заворушень припав на травень 1998 року. Події спровокували відставку Сухарто, а багато китайців покинуло Індонезію й виїхало до Сінгапуру, Гонконгу та Австралії.
Державна політика щодо етнічних китайців різко змінилася після падіння режиму Сухарто. Китайсько-індонезійські відносини почали поліпшуватися, а китайці Індонезії перестали розглядатися як «ризик для безпеки». В Індонезії відбувалася демократизація, в рамках якої почалося відродження китайської культури. Новий погляд на китайців Індонезії запровадив четвертий президент країни Абдуррахман Вахід (1999—2001), якого з повагою називали «Гус Дур». Багато китайців вважають його «китайським батьком» (індонез. Bapak Tionghoa). Гус Дур фактично відновив культурні та релігійні права китайців.
Новий закон про громадянство, прийнятий у 2006 році, зробив індонезійських китайців повноцінними громадянами країни й юридично дозволив їм займати державні посади, включаючи можливість бути президентом Республіки Індонезія. Індонезійські китайці більше не змушені асимілюватися у велике індонезійське суспільство, вони отримали можливість зберігати й розвивати свою етнічну культуру та ідентичність. Указом президента Габібі (1998—1999) було скасовано норму, яка вимагала від китайців подання свідоцтва про громадянство (SBKRI). 1999 року було дозволено викладати в навчальних закладах китайську мову. Знаковим стало відновлення святкування китайського Нового року, а 2002 року він став офіційним національним святом Індонезії.
Піднесення Китаю в останні роки справило великий вплив на китайців у Південно-Східній Азії в цілому й в Індонезії, зокрема. Глобалізація та демократизація спричинили відродження в Індонезії етнічної китайської ідентичності. Частина індонезійських китайців переорієнтовується на Китай, особливо в культурному та економічному плані. Існує етнічна свідомість, і багато етнічних китайців почали пишатися своїм етнічним походженням. Китайські релігії (китайський буддизм, конфуціанська релігія та даосизм) залучають нових послідовників. Стає популярною китайська мова. Знаковим є те, що її вивчають не лише етнічні китайці.
Проте даються взнаки ті зміни, яких зазнало китайське суспільство в роки «Нового порядку». Новий демократичний уряд Індонезії дозволив відновити китайську освіту, але повноцінних китайських середніх шкіл, які існували до доби Сухарто, не було відновлено. Більшість дітей індонезійських китайців вже не говорить і не пише китайською. Не вистачає місцевих викладачів китайської мови. Велика кількість так званих китайських шкіл у Джакарті та інших великих містах насправді є лише центрами навчання китайській мови, яке проводиться із залученням викладачів з Китаю. Відновлені китайські газети часто змушені закриватися через брак читацької аудиторії. Найбільшим китайським виданням в Індонезії стала газета Гюоцзі Жибао (кит.: 国际日报, Guoji Ribao), яка 2008 року виходила накладом близько 30 000 примірників.
Все більше індонезійських китайців бере зараз участь у політиці, особливо на місцевому рівні, але вони воліють приєднуватися до загальнонаціональних політичних партій. Відроджені етнічні китайські політичні партії не мають суттєвої підтримки. Натомість виникли численні безпартійні китайські організації, засновані на соціальних та культурних засадах. Загалом нараховують понад 400 етнічних китайських асоціацій, більшість яких діє на місцевому рівні. Кожен великий підрозділ (хокло, чаошаньці, хакка, кантонці) має такі асоціації, а окремі й декілька. Проте всі вони мають небагато членів, переважно це представники старшого покоління. Китайські бізнесмени також створили власні організації.
Зростання статків китайських громад породжує соціальний розрив між китайським та не-китайським населенням, а також заздрість з боку не-китайців. Хоча уряд став проводити політику скасування дискримінаційних актів, на практиці дискримінація все ще існує. Для пересічного індонезійця негативний імідж китайців не змінився, незважаючи на офіційні заяви, які стверджують протилежне. Окремі випадки антикитайського насильства мали місце в Джакарті в 2000 році та в Макасарі в 2006 році, за масштабом вони значно поступалися подіям 1998 р., зазнали атак китайські магазини. Ситуація є небезпечною, й китайці намагаються не афішувати свою етнічну належність, щоб не спровокувати негативну реакцію з боку не-китайської спільноти.

## Господарство
Етнічні китайці в Індонезії, як і в інших країнах Південно-Східної Азії, відіграють важливу роль в економіці країни. Вони контролюють значну частину сфери обігу та торгівлі, володіють значною частиною текстильних фабрик, цегельних заводів, багатьма кінотеатрами, міським наземним транспортом аж до велорикш. В їхніх руках перебуває більша частина морського транспорту та рибоконсервного виробництва Індонезії. Більшість приватних банків також належить китайцям, те саме стосується й грошової маси, що перебуває в обігу.
Китайські іммігранти мали вплив на економічний розвиток деяких регіонів Індонезії. Вони першими стали виробляти цукор на Яві, видобувати рудні копалини на острові Банка, на деяких островах заклали перші плантації тютюну, ванілі, перцю та інших прянощів.

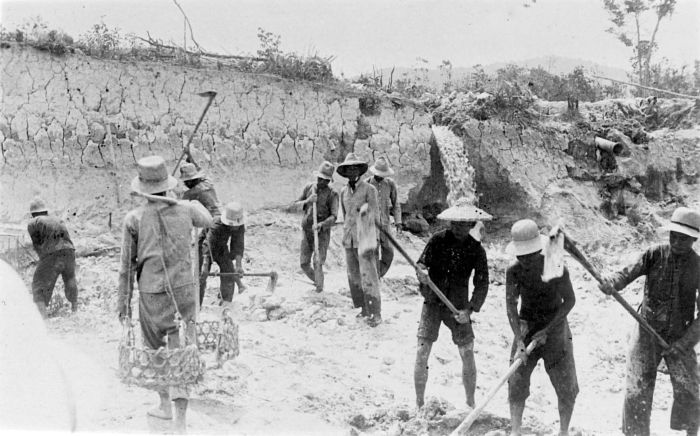
Китайські робітники на олов'яних копальнях острова Банка (1930).

У плані занять серед китайців Індонезії існують географічні відмінності. На Яві вони займаються переважно торгівлею. Китайському капіталу тут належать кокосові та цукрові плантації, підприємства з переробки копри, каучуку, перцю, маслоробні, тартаки, більша частина автобусного парку, річкових та морських суден. На Суматрі китайці, поряд із торгівлею, займаються виробництвом експортних сільськогосподарських культур. На західному узбережжі Суматри китайські копачі видобували золото, в районах Медана та Палембанга, а також на островах Банка та Белітунг індонезійські китайці працюють на підприємствах з видобутку корисних копалин. У китайському містечку Баган (індонез. Bagansiapiapi) на півночі провінції Ріау основним заняттям місцевого населення є рибальство.

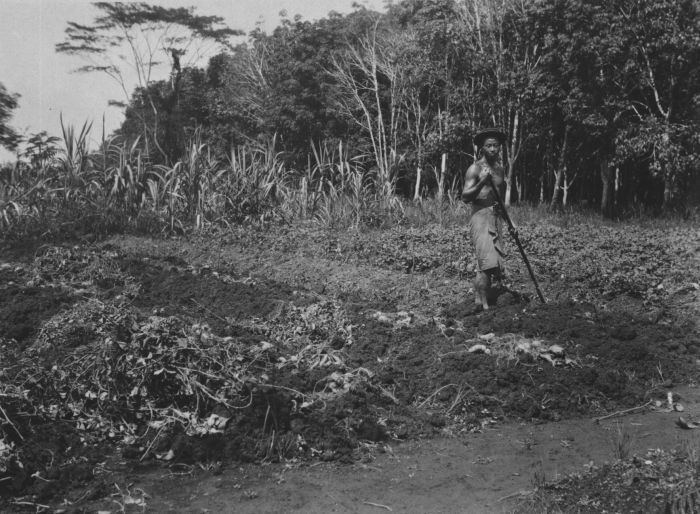
Китайський фермер в провінції Західний Калімантан (1926).

Виробництво експортних культур займає провідне місце в заняттях китайців, що живуть на Калімантані. Близько 80 % китайського населення Західного Калімантану зосереджено в сільській місцевості. Тут на схилах гір розташовані найбільші в усій Південно-Східній Азії китайські села. Китайці вирощують рис на зрошуваних полях, займаються городництвом та садівництвом, розводять свиней та велику рогату худобу. На півдні та на сході Калімантану, як і на Яві, майже все китайське населення зайняте торгівлею, ремеслами тощо.
По всій Індонезії важливою є роль китайських дрібних торговців, серед них і вуличних. Вони добре знають місцевий ринок. На вулицях міст часто можна побачити торговця-китайця з пікуланом (коромислом) на плечах, на якому розвішані різноманітні товари. Китайці тримають вуличні ресторанчики, ломбарди, гральні заклади тощо. У кожному значному населеному пункті працюють китайські кравці, теслі, перукарі, ювеліри (переважно вихідці з провінції Гуандун). Китайці-хакка наймаються на роботу на плантації на всіх великих островах, вирощують каучук, тютюн, прянощі тощо, а також працюють на копальнях, займаються землеробством.

## Суспільство
Індонезійські китайці не є однорідною групою. Вони поділяються за культурою, політичною орієнтацією, статками та громадянством.
У минулому в культурному плані китайці Індонезії поділялися на 2 категорії: перанакани (місцеві китайці, мішані з корінними індонезійцями) та тотоки (чистокровні китайці, як правило, народжені в Китаї). Тотоки зберігали китайську культуру, мову й традиції, перанакани значною мірою асимілювалися в індонезійське суспільство й перейшли на індонезійську мову. Обидві групи мали взаємні негативні стереотипи, що склалися через відсутність соціальної взаємодії між ними. Тепер поділ на ці категорії перестав бути актуальним, абсолютну більшість становлять перанакани та «перанаканізовані» тотоки. Багато етнічних китайців уважає себе громадянами Індонезії, має «індонезійські» імена, говорить індонезійською й навіть місцевими мовами. Акультурація китайських індонезійців є незворотним процесом і триває швидкими темпами. Елементи китайської культури зникають, натомість приймаються елементи місцевої культури. Молоді індонезійські китайці позитивно ставляться до своєї індонезійської ідентифікації, але відчуваючи дискримінацію з боку основного суспільства, обурюються однобічністю процесів асиміляції й об'єднуються на ґрунті зміцнення своєї китайської етнічної ідентичності.
У політичному плані індонезійські китайці поділяються на проджакартських, пропекінських та протайбейських; більшість належить до першої групи. Економічно виділяють вищий, середній та нижчий класи, середній клас становить більшість. За громадянством китайці Індонезії поділяються на громадян Індонезії та іноземців, більшість має індонезійське громадянство.

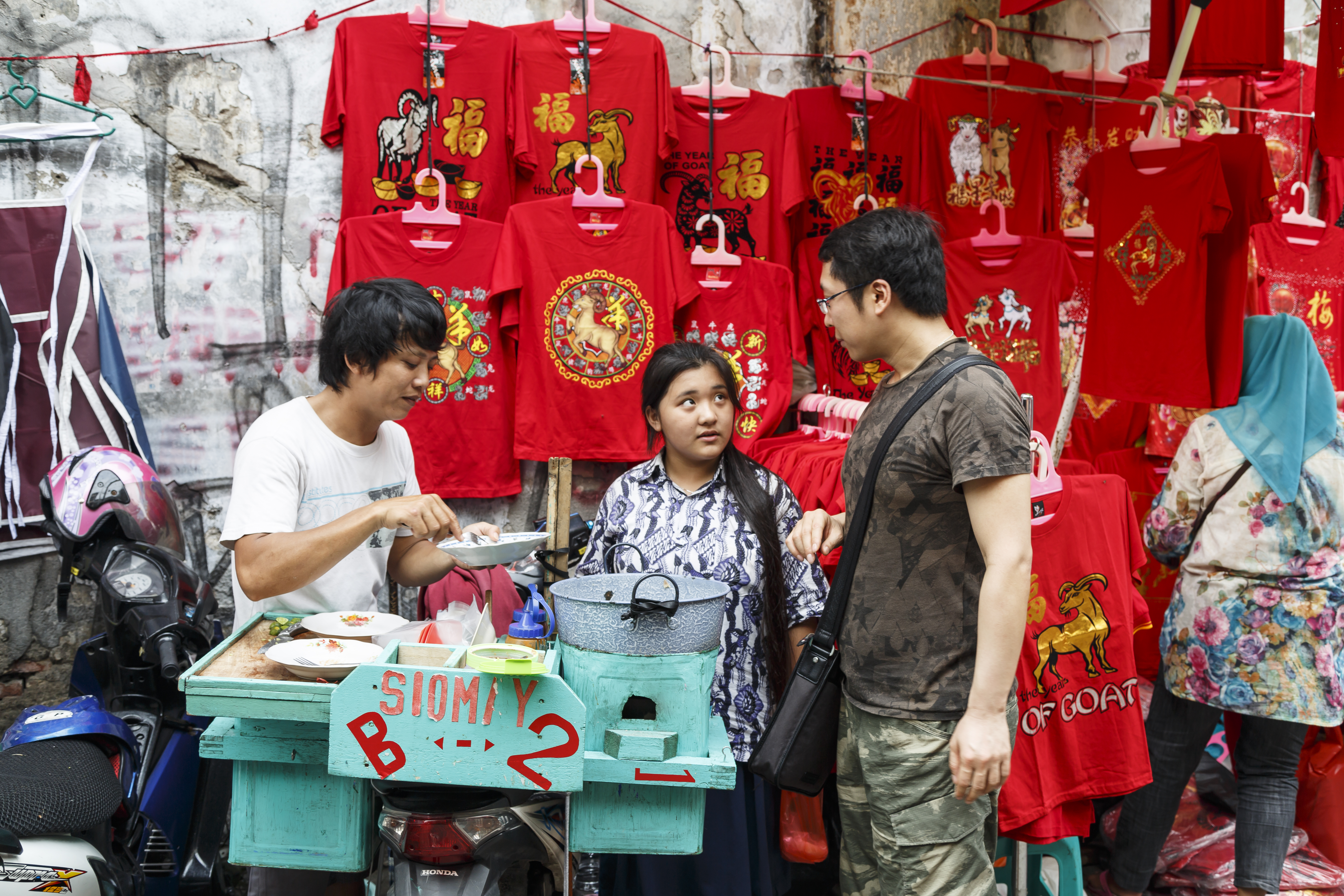
Вулична торгівля в китайському районі Глодок (Джакарта).

Абсолютну більшість китайського населення в Індонезії становлять вихідці з двох південних провінцій Китаю — Фуцзянь та Гуандун. Китайці селяться кварталами, організованими за принципом земляцтва, вихідці з однієї провінції або з одного містечка, як правило, живуть разом. Такого принципу вони дотримуються як у містах, так і в селах. Прикладом може бути китайський район Глодок (індонез. Glodok) у Джакарті. Кожен великий підрозділ (хокло, чаошаньці, хакка, кантонці) має власні громадські об'єднання. За доби Сухарто на діловій арені домінували чаошаньці (фучжоусьці), але після падіння диктатора почали підніматися бізнесмени й з інших китайських етнічних груп.
Сім'я в китайців мала, моногамна, патрилінійна. У минулому люди зберігали тісні зв'язки з батьківщиною, чоловіки часто поверталися туди за нареченими. Норми конфуціанської моралі (дотримання церемоній, повага до батьків тощо) залишаються сильними в китайських громадах і досі, але китаянки, що живуть в Індонезії, активніші й вільніші, ніж у Китаї.
Почастішали мішані шлюби з індонезійцями. Міжетнічні шлюби трапляються переважно між християнами. Набагато рідше китайці в Індонезії вкладають шлюби з мусульманами. 1982 року в Джакарті серед етнічних китайців лише 13 відсотків шлюбів були вкладені між християнами та мусульманами. З мусульманського боку вимагається, щоб подружжя приймало іслам, протилежну сторону стримує також той факт, що за ісламськими законами чоловіку можна мати декілька дружин.
Серед етнічних китайців зберігається стереотип стосовно решти індонезійців, що ті не бажають багато працювати, що вони марнотратні, а якщо у них немає грошей, просять їх у китайців, іноді із завуальованою загрозою. З іншого боку, індонезійці сприймають китайців як дуже багатих, таких, що прагнуть лише заробити якомога більше грошей, що вони зарозумілі та вважають себе вищими й тому тримаються окремо, живуть в окремих кварталах, тримаються подалі від прийнятих в індонезійському суспільстві заходів сусідської взаємної допомоги. Хоча не всі індонезійські китайці багаті, вони, тим не менш, складають основний компонент індонезійського середнього класу. Їх часто сприймають в Індонезії як етнічний клас, звинувачують у тому, що вони «ексклюзивні» та не бажають інтегруватися з рештою суспільства.
Корінне населення в Індонезії має більше прав, ніж іноземці. Зміни в законодавстві, прийняті 2006 року, урівняли етнічних китайців у правах із корінними індонезійцями й юридично вони тепер є громадянами Індонезії, незалежно від того, асимілювалися вони чи ні. Проте положення закону не завжди застосовуються в реальному житті, в багатьох сферах все ще практикується дискримінація китайців на етнічній основі. На різних етапах історії Індонезії мали місце акти насильства, спрямовані проти китайської етнічної меншини (так звані китайські погроми).

## Побут

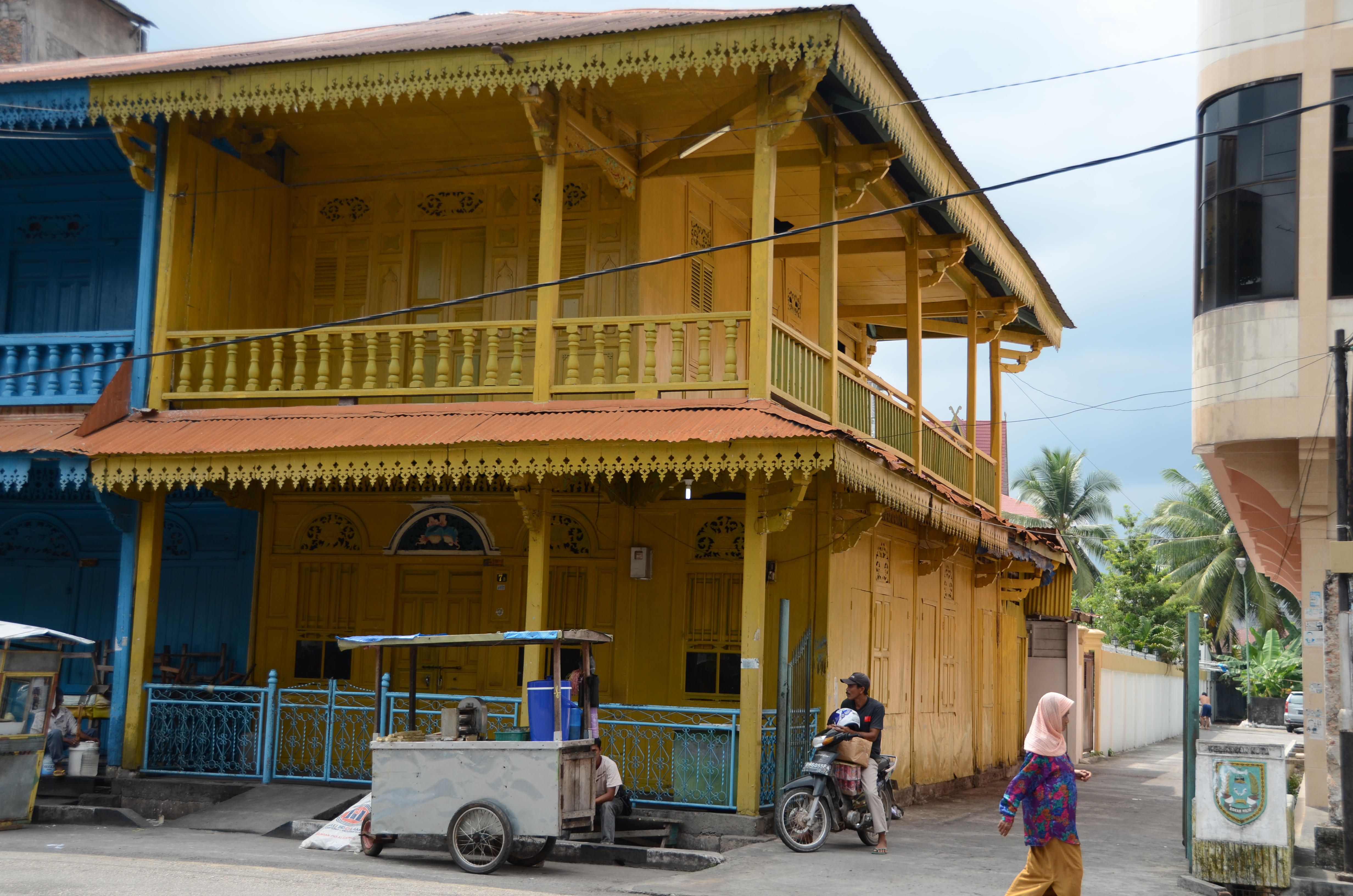
Традиційний китайський будинок в місті Баган (провінція Ріау).

У побуті китайці зберігають свою національну самобутність. Цьому сприяє, зокрема, характер їхнього розселення. Китайці завжди селяться кварталами. Китайські квартали в усіх містах Індонезії подібні за архітектурою й нагадують китайські райони в містах інших країн Південно-Східної Азії.
У містах жінки носять одяг індонезійського типу, а чоловіки — європейського. У селах одяг чоловіків та жінок складається із штанів та прямозастібної куртки. Дуже поширені сандалі. Звичайний головний убір — плетений капелюх.
Основу раціону становлять рис, овочі, свинина. Їдять паличками з піалоподібних чашок.
За китайським місячним календарем святкують Новий рік і свято ліхтарів. Китайський Новий рік є національним святом індонезійських китайців. Під час його святкування виконують танець лева, використовують червоні ліхтарі.

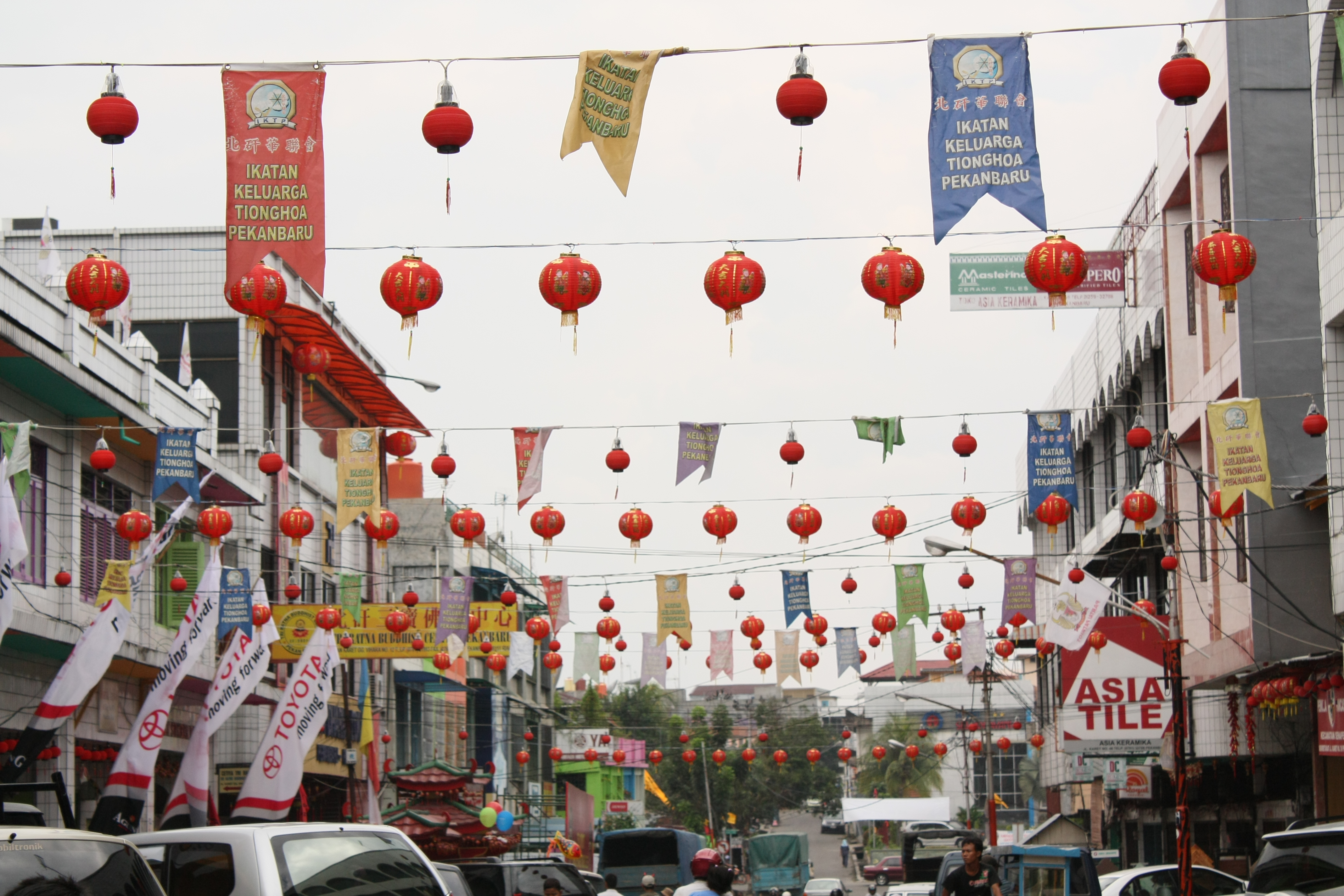
Святкування Нового року в Пеканбару
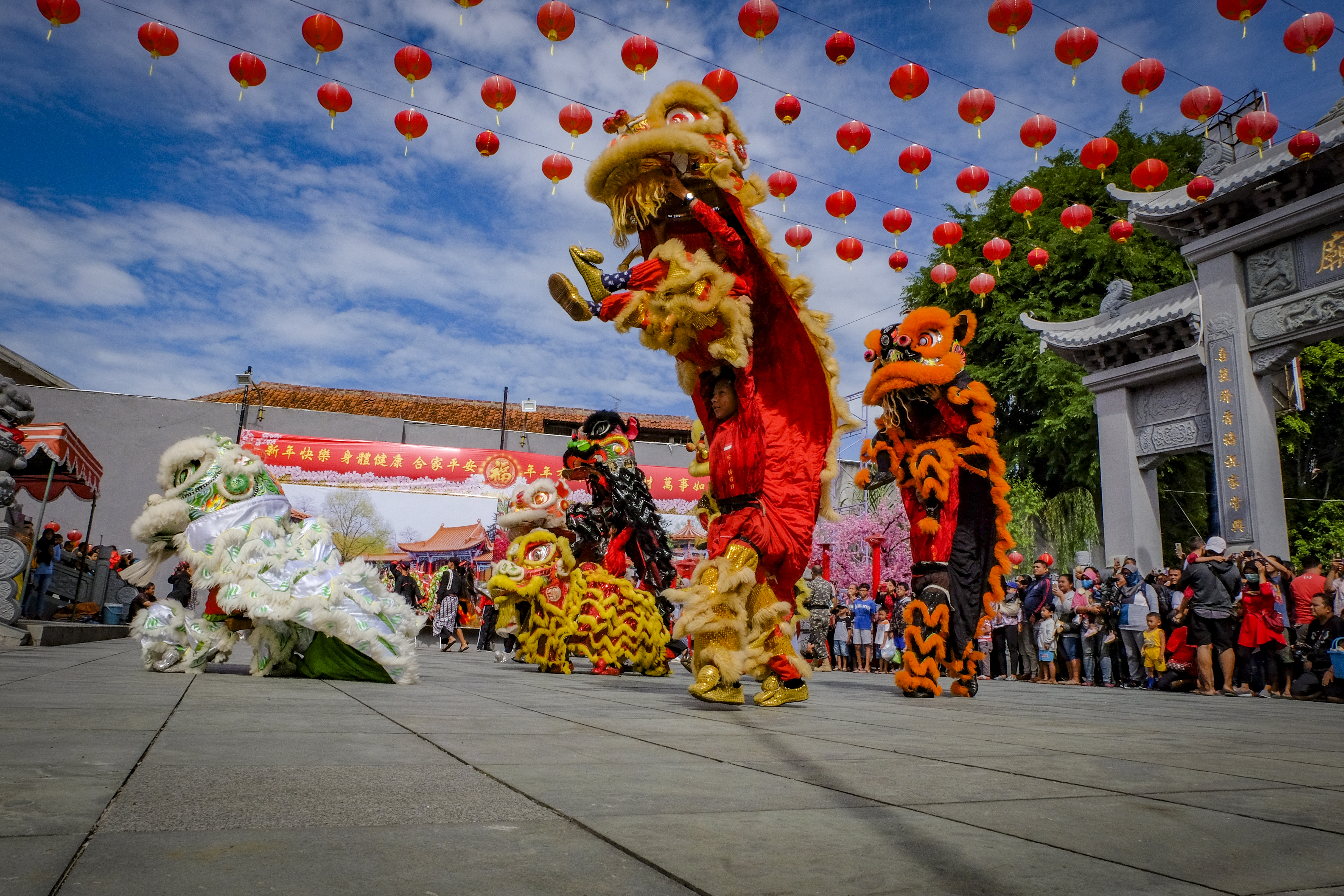
Танець лева (баронгсай)
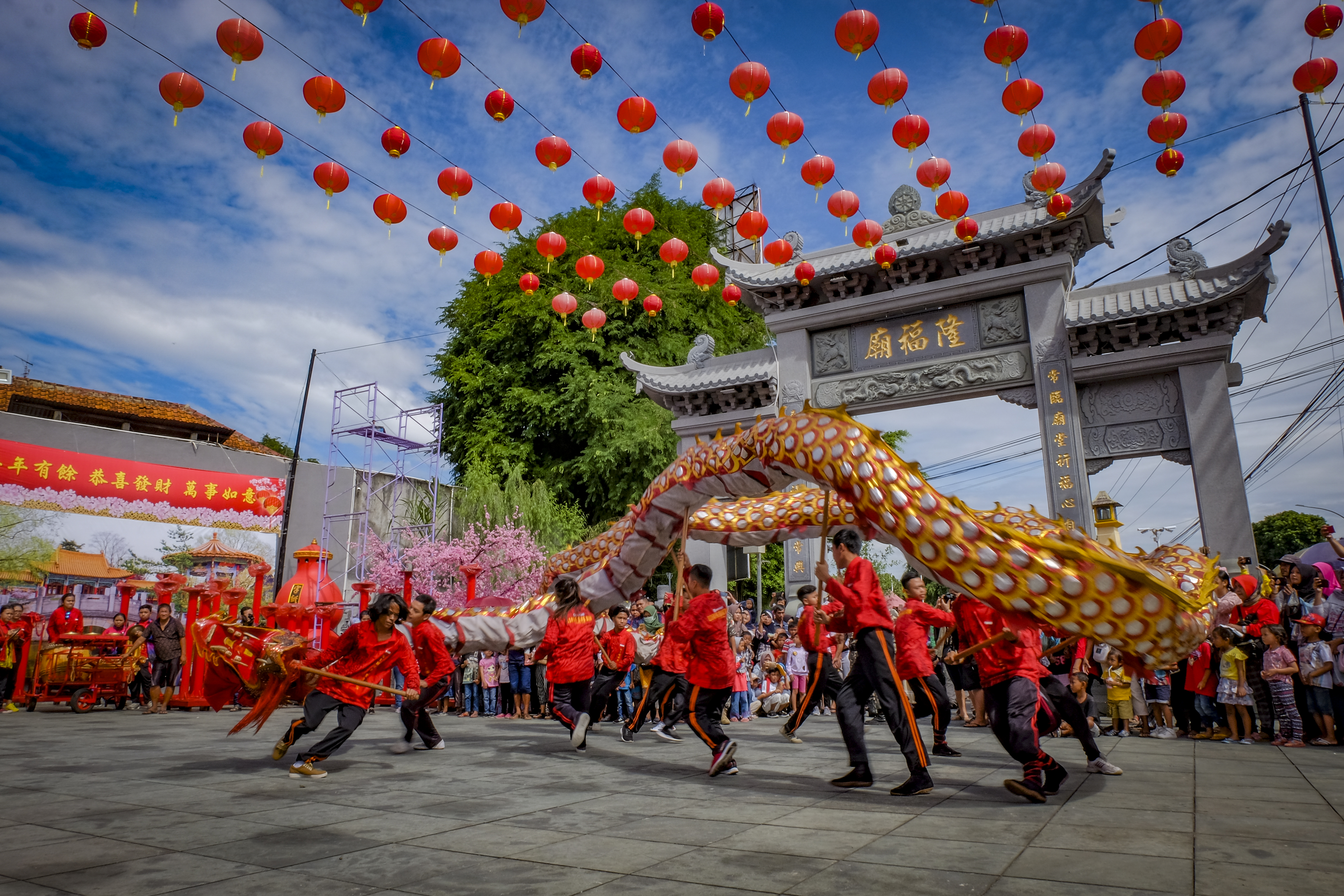
Танець дракона
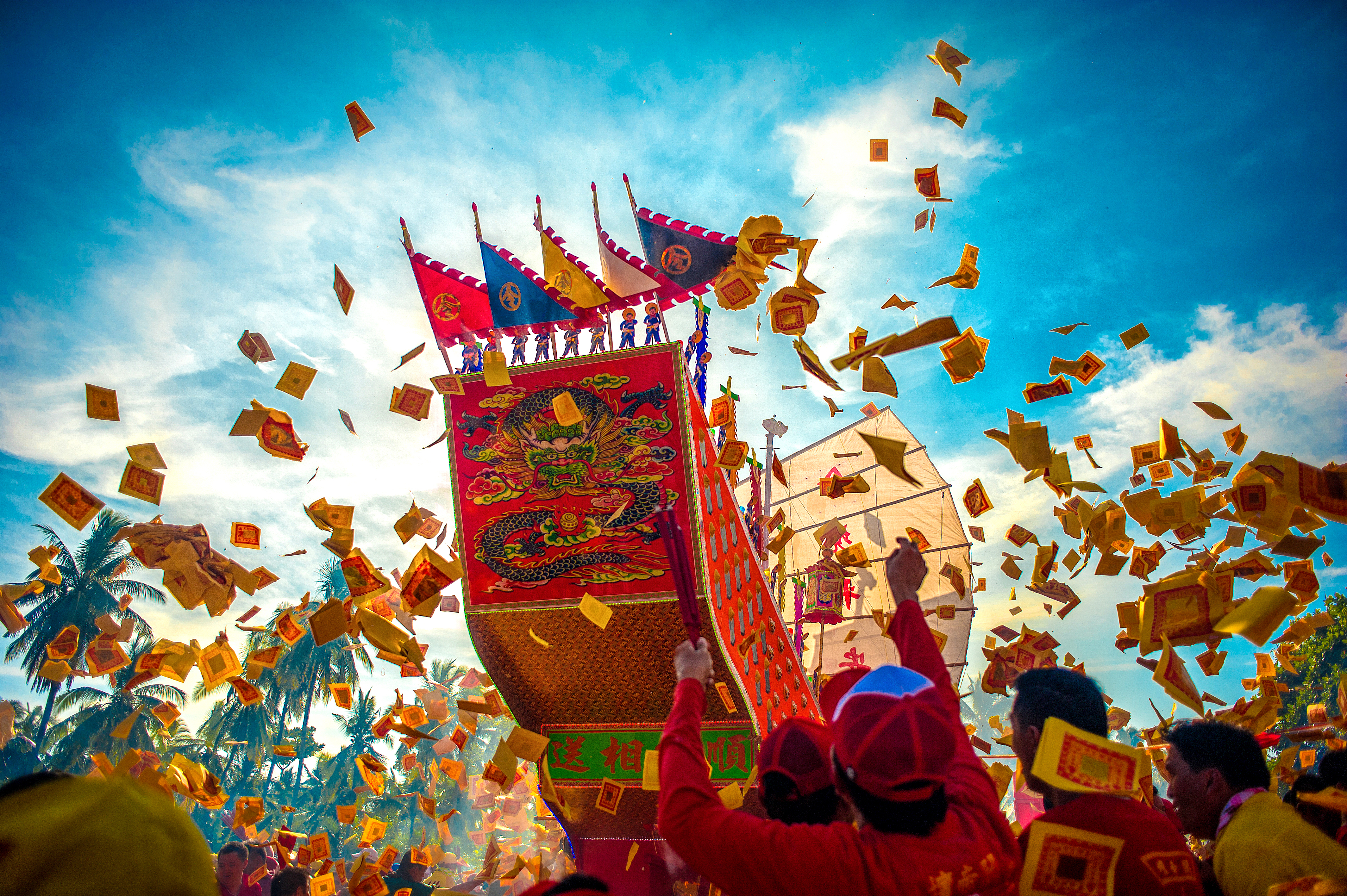
Процесія спалення корабля

Поховання померлих раніше проводили суворо у відповідності з китайськими традиціями, тепер — за європейськими нормами.
Поступово спосіб життя китайців Індонезії стає більш схожим на європейський. Молодь у селах переходить на європейський одяг. Імена також стали писати за європейськими нормами, коли ім'я ставлять попереду, а прізвище — позаду. Прагнення багатьох китайців стати повноправними громадянами Індонезії приводить до певної «індонезіації» їхнього побуту.